# Sapindus oahuensis
Sapindus oahuensis,  es una especie de árbol perteneciente a la familia de las sapindáceas que es endémica de las Islas Hawaii. Puede ser encontrada en el bosque seco, costero y bosques mixtos tropicales, a una altitud de 61 a 610 metros en las islas de Kauai y Oahu.

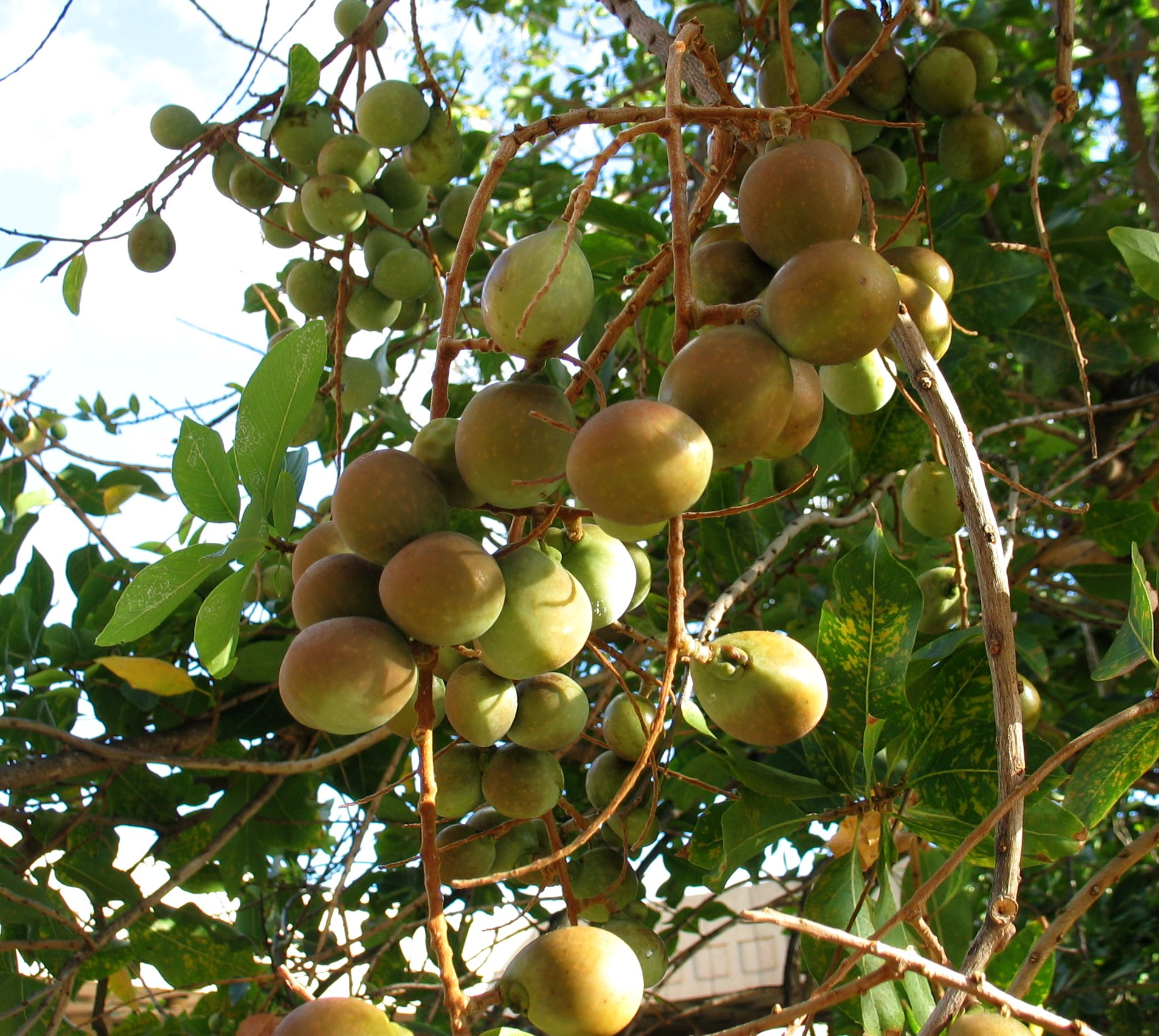
Frutos

## Descripción
Sapindus oahuensis alcanza un tamaño de 18 m de altura y un tronco de 0,5 m de diámetro. Está amenazada por pérdida de hábitat. Tiene las hojas dispuestas alternativamente, hojas sin pelos y simples, a diferencia de su congénere, Sapindus saponaria, que tiene las hojas compuestas. Las hojas son algo espesas y de color verde con un nervio central amarillo. Miden hasta 15 centímetros de largo. La inflorescencia es una panícula de muchas flores amarillo verdosas, con forma de campana. El fruto es una baya brillante, correosa de aproximadamente 2 centímetros de largo, que contiene una semilla negra grande.

## Taxonomía
Sapindus oahuensis fue descrita por Hillebr. ex Radlk. y publicado en Elenchus Plantarum Novarum 82. 1838.
Etimología
Sapindus: nombre genérico que deriva de las palabras del latín sap que significa "jabón", e indicus, que significa "de la India ".
oahuensis: epíteto geográfico que alude a su localización en Oahu.